# Michael Nikolajewitsch Romanow

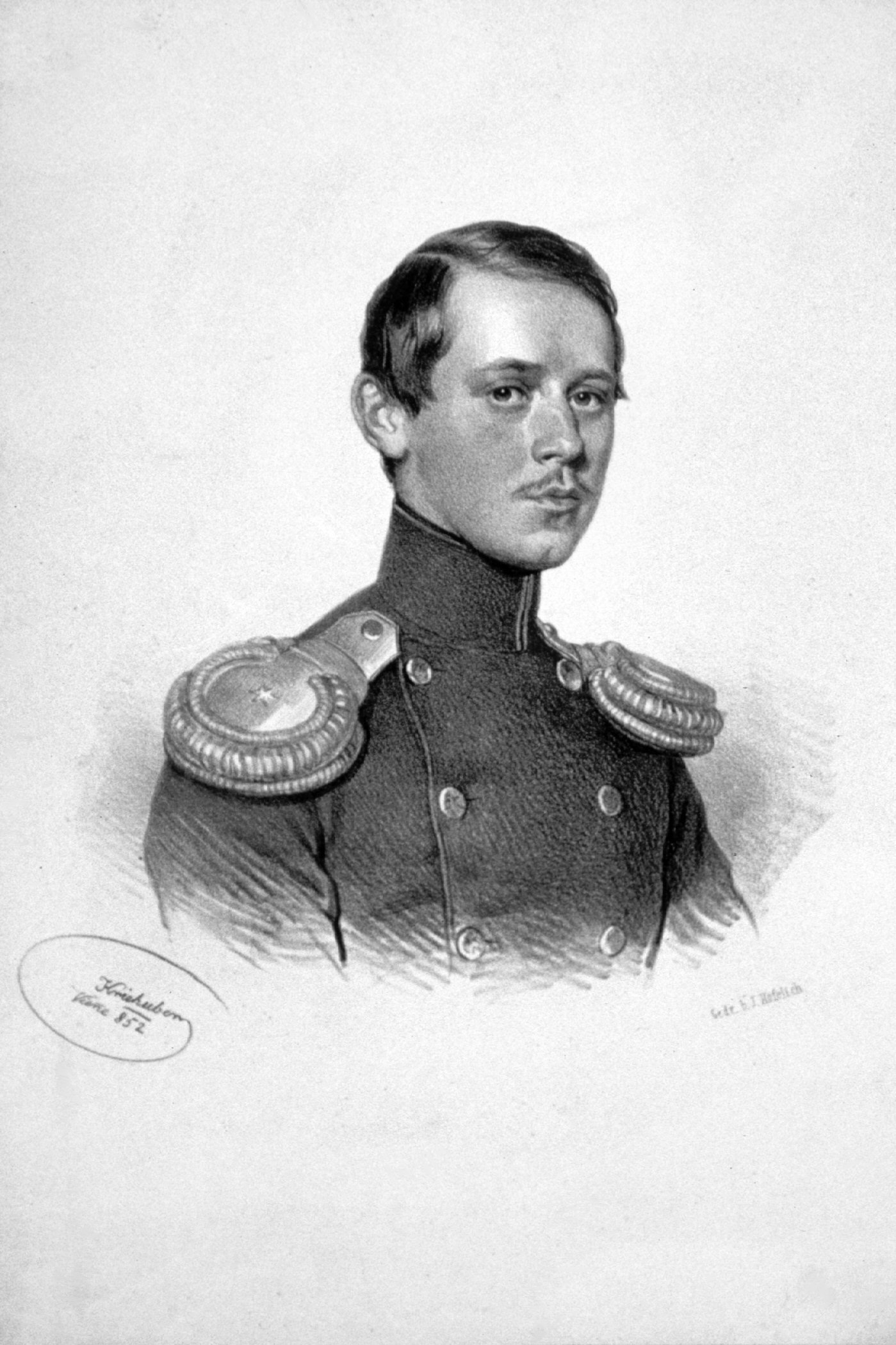
Großfürst Michael Nikolaiewitsch, Lithographie von Josef Kriehuber, 1852

Großfürst Michael Nikolajewitsch von Russland (russisch Михаил Николаевич, wiss. Transliteration Michail Nikolaevič; * 13. Oktoberjul. / 25. Oktober 1832greg. in Peterhof bei Sankt Petersburg; † 5. Dezemberjul. / 18. Dezember 1909greg. in Cannes) war der vierte Sohn von Zar Nikolaus I. und Charlotte von Preußen.

## Leben

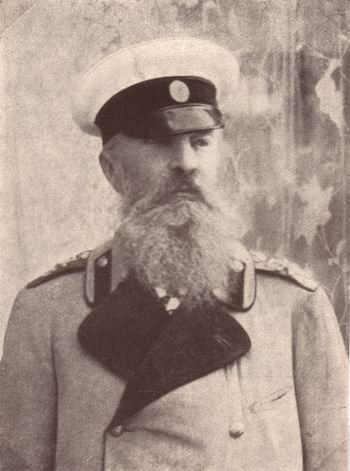
Großfürst Michael Nikolajewitsch

Von 1862 bis 1882 war er Generalgouverneur von Transkaukasien. Im Russisch-Türkischen Krieg (1877–1878) war er Oberbefehlshaber der russischen Truppen im Kaukasus und wurde im April 1878 zum Generalfeldmarschall ernannt. Nach dem Tod Alexander II. 1881 wurde er von dessen Nachfolger Alexander III. anstelle seines älteren Bruders Konstantin zum Vorsitzenden des Staatsrates ernannt und hatte dieses Amt bis zu seinem Tod inne.
Am 16. Augustjul. / 28. August 1857greg. heiratete er Prinzessin Cäcilie von Baden (1839–1891), die den Namen Olga Fjodorowna annahm und mit der er folgende Kinder hatte:
- Nikolai Michailowitsch Romanow (1859–1919)
- Anastasia Michailowna Romanowa (1860–1922)
- Michail Michailowitsch Romanow (1861–1929)
- Georgi Michailowitsch Romanow (1863–1919)
- Alexander Michailowitsch Romanow (1866–1933) (Sandro)
- Sergei Michailowitsch Romanow (1869–1918)
- Alexei Michailowitsch Romanow (1875–1895)

## Abstammung
| Katharina II. (Kaiserin von Russland) | Katharina II. (Kaiserin von Russland) | Katharina II. (Kaiserin von Russland) | Katharina II. (Kaiserin von Russland) | Katharina II. (Kaiserin von Russland) | Katharina II. (Kaiserin von Russland) |                                     |                                     | Peter III. (Kaiser von Russland)    | Peter III. (Kaiser von Russland)    | Peter III. (Kaiser von Russland) | Peter III. (Kaiser von Russland) | Peter III. (Kaiser von Russland) | Peter III. (Kaiser von Russland) |                                  |                                  | Friedrich Eugen (Herzog von Württemberg) | Friedrich Eugen (Herzog von Württemberg) | Friedrich Eugen (Herzog von Württemberg) | Friedrich Eugen (Herzog von Württemberg) | Friedrich Eugen (Herzog von Württemberg) | Friedrich Eugen (Herzog von Württemberg) |                                |                                | Friederike Dorothea Sophia (Herzogin von Württemberg) | Friederike Dorothea Sophia (Herzogin von Württemberg) | Friederike Dorothea Sophia (Herzogin von Württemberg) | Friederike Dorothea Sophia (Herzogin von Württemberg) | Friederike Dorothea Sophia (Herzogin von Württemberg)     | Friederike Dorothea Sophia (Herzogin von Württemberg)     |                                                           |                                                           | Friedrich Wilhelm II. (König von Preußen)                 | Friedrich Wilhelm II. (König von Preußen)                 | Friedrich Wilhelm II. (König von Preußen)     | Friedrich Wilhelm II. (König von Preußen)     | Friedrich Wilhelm II. (König von Preußen)     | Friedrich Wilhelm II. (König von Preußen)     |                                     |                                     | Friederike Luise                           | Friederike Luise                           | Friederike Luise                           | Friederike Luise                           | Friederike Luise                           | Friederike Luise                           |                                  |                                  | Karl II. (Herzog zu Mecklenburg-Strelitz) | Karl II. (Herzog zu Mecklenburg-Strelitz) | Karl II. (Herzog zu Mecklenburg-Strelitz) | Karl II. (Herzog zu Mecklenburg-Strelitz) | Karl II. (Herzog zu Mecklenburg-Strelitz) | Karl II. (Herzog zu Mecklenburg-Strelitz) |                                  |                                  | Friederike Caroline              | Friederike Caroline              | Friederike Caroline | Friederike Caroline | Friederike Caroline | Friederike Caroline |
| Katharina II. (Kaiserin von Russland) | Katharina II. (Kaiserin von Russland) | Katharina II. (Kaiserin von Russland) | Katharina II. (Kaiserin von Russland) | Katharina II. (Kaiserin von Russland) | Katharina II. (Kaiserin von Russland) |                                     |                                     | Peter III. (Kaiser von Russland)    | Peter III. (Kaiser von Russland)    | Peter III. (Kaiser von Russland) | Peter III. (Kaiser von Russland) | Peter III. (Kaiser von Russland) | Peter III. (Kaiser von Russland) |                                  |                                  | Friedrich Eugen (Herzog von Württemberg) | Friedrich Eugen (Herzog von Württemberg) | Friedrich Eugen (Herzog von Württemberg) | Friedrich Eugen (Herzog von Württemberg) | Friedrich Eugen (Herzog von Württemberg) | Friedrich Eugen (Herzog von Württemberg) |                                |                                | Friederike Dorothea Sophia (Herzogin von Württemberg) | Friederike Dorothea Sophia (Herzogin von Württemberg) | Friederike Dorothea Sophia (Herzogin von Württemberg) | Friederike Dorothea Sophia (Herzogin von Württemberg) | Friederike Dorothea Sophia (Herzogin von Württemberg)     | Friederike Dorothea Sophia (Herzogin von Württemberg)     |                                                           |                                                           | Friedrich Wilhelm II. (König von Preußen)                 | Friedrich Wilhelm II. (König von Preußen)                 | Friedrich Wilhelm II. (König von Preußen)     | Friedrich Wilhelm II. (König von Preußen)     | Friedrich Wilhelm II. (König von Preußen)     | Friedrich Wilhelm II. (König von Preußen)     |                                     |                                     | Friederike Luise                           | Friederike Luise                           | Friederike Luise                           | Friederike Luise                           | Friederike Luise                           | Friederike Luise                           |                                  |                                  | Karl II. (Herzog zu Mecklenburg-Strelitz) | Karl II. (Herzog zu Mecklenburg-Strelitz) | Karl II. (Herzog zu Mecklenburg-Strelitz) | Karl II. (Herzog zu Mecklenburg-Strelitz) | Karl II. (Herzog zu Mecklenburg-Strelitz) | Karl II. (Herzog zu Mecklenburg-Strelitz) |                                  |                                  | Friederike Caroline              | Friederike Caroline              | Friederike Caroline | Friederike Caroline | Friederike Caroline | Friederike Caroline |
|                                       |                                       |                                       |                                       |                                       |                                       |                                     |                                     |                                     |                                     |                                  |                                  |                                  |                                  |                                  |                                  |                                          |                                          |                                          |                                          |                                          |                                          |                                |                                |                                                       |                                                       |                                                       |                                                       |                                                           |                                                           |                                                           |                                                           |                                                           |                                                           |                                               |                                               |                                               |                                               |                                     |                                     |                                            |                                            |                                            |                                            |                                            |                                            |                                  |                                  |                                           |                                           |                                           |                                           |                                           |                                           |                                  |                                  |                                  |                                  |                     |                     |                     |                     |
|                                       |                                       |                                       |                                       |                                       |                                       |                                     |                                     |                                     |                                     |                                  |                                  |                                  |                                  |                                  |                                  |                                          |                                          |                                          |                                          |                                          |                                          |                                |                                |                                                       |                                                       |                                                       |                                                       |                                                           |                                                           |                                                           |                                                           |                                                           |                                                           |                                               |                                               |                                               |                                               |                                     |                                     |                                            |                                            |                                            |                                            |                                            |                                            |                                  |                                  |                                           |                                           |                                           |                                           |                                           |                                           |                                  |                                  |                                  |                                  |                     |                     |                     |                     |
|                                       |                                       |                                       |                                       |                                       |                                       |                                     |                                     | Paul I. (Kaiser von Russland)       | Paul I. (Kaiser von Russland)       | Paul I. (Kaiser von Russland)    | Paul I. (Kaiser von Russland)    | Paul I. (Kaiser von Russland)    | Paul I. (Kaiser von Russland)    |                                  |                                  | Sophie Dorothee (Kaiserin von Russland)  | Sophie Dorothee (Kaiserin von Russland)  | Sophie Dorothee (Kaiserin von Russland)  | Sophie Dorothee (Kaiserin von Russland)  | Sophie Dorothee (Kaiserin von Russland)  | Sophie Dorothee (Kaiserin von Russland)  |                                |                                |                                                       |                                                       |                                                       |                                                       |                                                           |                                                           |                                                           |                                                           |                                                           |                                                           |                                               |                                               |                                               |                                               |                                     |                                     | Friedrich Wilhelm III. (König von Preußen) | Friedrich Wilhelm III. (König von Preußen) | Friedrich Wilhelm III. (König von Preußen) | Friedrich Wilhelm III. (König von Preußen) | Friedrich Wilhelm III. (König von Preußen) | Friedrich Wilhelm III. (König von Preußen) |                                  |                                  | Luise (Königin von Preußen)               | Luise (Königin von Preußen)               | Luise (Königin von Preußen)               | Luise (Königin von Preußen)               | Luise (Königin von Preußen)               | Luise (Königin von Preußen)               |                                  |                                  |                                  |                                  |                     |                     |                     |                     |
|                                       |                                       |                                       |                                       |                                       |                                       |                                     |                                     | Paul I. (Kaiser von Russland)       | Paul I. (Kaiser von Russland)       | Paul I. (Kaiser von Russland)    | Paul I. (Kaiser von Russland)    | Paul I. (Kaiser von Russland)    | Paul I. (Kaiser von Russland)    |                                  |                                  | Sophie Dorothee (Kaiserin von Russland)  | Sophie Dorothee (Kaiserin von Russland)  | Sophie Dorothee (Kaiserin von Russland)  | Sophie Dorothee (Kaiserin von Russland)  | Sophie Dorothee (Kaiserin von Russland)  | Sophie Dorothee (Kaiserin von Russland)  |                                |                                |                                                       |                                                       |                                                       |                                                       |                                                           |                                                           |                                                           |                                                           |                                                           |                                                           |                                               |                                               |                                               |                                               |                                     |                                     | Friedrich Wilhelm III. (König von Preußen) | Friedrich Wilhelm III. (König von Preußen) | Friedrich Wilhelm III. (König von Preußen) | Friedrich Wilhelm III. (König von Preußen) | Friedrich Wilhelm III. (König von Preußen) | Friedrich Wilhelm III. (König von Preußen) |                                  |                                  | Luise (Königin von Preußen)               | Luise (Königin von Preußen)               | Luise (Königin von Preußen)               | Luise (Königin von Preußen)               | Luise (Königin von Preußen)               | Luise (Königin von Preußen)               |                                  |                                  |                                  |                                  |                     |                     |                     |                     |
|                                       |                                       |                                       |                                       |                                       |                                       |                                     |                                     |                                     |                                     |                                  |                                  |                                  |                                  |                                  |                                  |                                          |                                          |                                          |                                          |                                          |                                          |                                |                                |                                                       |                                                       |                                                       |                                                       |                                                           |                                                           |                                                           |                                                           |                                                           |                                                           |                                               |                                               |                                               |                                               |                                     |                                     |                                            |                                            |                                            |                                            |                                            |                                            |                                  |                                  |                                           |                                           |                                           |                                           |                                           |                                           |                                  |                                  |                                  |                                  |                     |                     |                     |                     |
|                                       |                                       |                                       |                                       |                                       |                                       |                                     |                                     |                                     |                                     |                                  |                                  |                                  |                                  |                                  |                                  |                                          |                                          |                                          |                                          |                                          |                                          |                                |                                |                                                       |                                                       |                                                       |                                                       |                                                           |                                                           |                                                           |                                                           |                                                           |                                                           |                                               |                                               |                                               |                                               |                                     |                                     |                                            |                                            |                                            |                                            |                                            |                                            |                                  |                                  |                                           |                                           |                                           |                                           |                                           |                                           |                                  |                                  |                                  |                                  |                     |                     |                     |                     |
|                                       |                                       |                                       |                                       |                                       |                                       |                                     |                                     |                                     |                                     |                                  |                                  |                                  |                                  |                                  |                                  | Alexander I. (Kaiser von Russland)       | Alexander I. (Kaiser von Russland)       | Alexander I. (Kaiser von Russland)       | Alexander I. (Kaiser von Russland)       | Alexander I. (Kaiser von Russland)       | Alexander I. (Kaiser von Russland)       |                                |                                | Nikolaus I. (Kaiser von Russland)                     | Nikolaus I. (Kaiser von Russland)                     | Nikolaus I. (Kaiser von Russland)                     | Nikolaus I. (Kaiser von Russland)                     | Nikolaus I. (Kaiser von Russland)                         | Nikolaus I. (Kaiser von Russland)                         |                                                           |                                                           | Charlotte von Preußen (Kaiserin von Russland)             | Charlotte von Preußen (Kaiserin von Russland)             | Charlotte von Preußen (Kaiserin von Russland) | Charlotte von Preußen (Kaiserin von Russland) | Charlotte von Preußen (Kaiserin von Russland) | Charlotte von Preußen (Kaiserin von Russland) |                                     |                                     | Friedrich Wilhelm IV. (König von Preußen)  | Friedrich Wilhelm IV. (König von Preußen)  | Friedrich Wilhelm IV. (König von Preußen)  | Friedrich Wilhelm IV. (König von Preußen)  | Friedrich Wilhelm IV. (König von Preußen)  | Friedrich Wilhelm IV. (König von Preußen)  |                                  |                                  | Wilhelm I. (Deutscher Kaiser)             | Wilhelm I. (Deutscher Kaiser)             | Wilhelm I. (Deutscher Kaiser)             | Wilhelm I. (Deutscher Kaiser)             | Wilhelm I. (Deutscher Kaiser)             | Wilhelm I. (Deutscher Kaiser)             |                                  |                                  |                                  |                                  |                     |                     |                     |                     |
|                                       |                                       |                                       |                                       |                                       |                                       |                                     |                                     |                                     |                                     |                                  |                                  |                                  |                                  |                                  |                                  | Alexander I. (Kaiser von Russland)       | Alexander I. (Kaiser von Russland)       | Alexander I. (Kaiser von Russland)       | Alexander I. (Kaiser von Russland)       | Alexander I. (Kaiser von Russland)       | Alexander I. (Kaiser von Russland)       |                                |                                | Nikolaus I. (Kaiser von Russland)                     | Nikolaus I. (Kaiser von Russland)                     | Nikolaus I. (Kaiser von Russland)                     | Nikolaus I. (Kaiser von Russland)                     | Nikolaus I. (Kaiser von Russland)                         | Nikolaus I. (Kaiser von Russland)                         |                                                           |                                                           | Charlotte von Preußen (Kaiserin von Russland)             | Charlotte von Preußen (Kaiserin von Russland)             | Charlotte von Preußen (Kaiserin von Russland) | Charlotte von Preußen (Kaiserin von Russland) | Charlotte von Preußen (Kaiserin von Russland) | Charlotte von Preußen (Kaiserin von Russland) |                                     |                                     | Friedrich Wilhelm IV. (König von Preußen)  | Friedrich Wilhelm IV. (König von Preußen)  | Friedrich Wilhelm IV. (König von Preußen)  | Friedrich Wilhelm IV. (König von Preußen)  | Friedrich Wilhelm IV. (König von Preußen)  | Friedrich Wilhelm IV. (König von Preußen)  |                                  |                                  | Wilhelm I. (Deutscher Kaiser)             | Wilhelm I. (Deutscher Kaiser)             | Wilhelm I. (Deutscher Kaiser)             | Wilhelm I. (Deutscher Kaiser)             | Wilhelm I. (Deutscher Kaiser)             | Wilhelm I. (Deutscher Kaiser)             |                                  |                                  |                                  |                                  |                     |                     |                     |                     |
|                                       |                                       |                                       |                                       |                                       |                                       |                                     |                                     |                                     |                                     |                                  |                                  |                                  |                                  |                                  |                                  |                                          |                                          |                                          |                                          |                                          |                                          |                                |                                |                                                       |                                                       |                                                       |                                                       |                                                           |                                                           |                                                           |                                                           |                                                           |                                                           |                                               |                                               |                                               |                                               |                                     |                                     |                                            |                                            |                                            |                                            |                                            |                                            |                                  |                                  |                                           |                                           |                                           |                                           |                                           |                                           |                                  |                                  |                                  |                                  |                     |                     |                     |                     |
|                                       |                                       |                                       |                                       |                                       |                                       |                                     |                                     |                                     |                                     |                                  |                                  |                                  |                                  |                                  |                                  |                                          |                                          |                                          |                                          |                                          |                                          |                                |                                |                                                       |                                                       |                                                       |                                                       |                                                           |                                                           |                                                           |                                                           |                                                           |                                                           |                                               |                                               |                                               |                                               |                                     |                                     |                                            |                                            |                                            |                                            |                                            |                                            |                                  |                                  |                                           |                                           |                                           |                                           |                                           |                                           |                                  |                                  |                                  |                                  |                     |                     |                     |                     |
|                                       |                                       |                                       |                                       | Alexander II. (Kaiser von Russland)   | Alexander II. (Kaiser von Russland)   | Alexander II. (Kaiser von Russland) | Alexander II. (Kaiser von Russland) | Alexander II. (Kaiser von Russland) | Alexander II. (Kaiser von Russland) |                                  |                                  | Marija (Herzog von Leuchtenberg) | Marija (Herzog von Leuchtenberg) | Marija (Herzog von Leuchtenberg) | Marija (Herzog von Leuchtenberg) | Marija (Herzog von Leuchtenberg)         | Marija (Herzog von Leuchtenberg)         |                                          |                                          | Olga (Königin von Württemberg)           | Olga (Königin von Württemberg)           | Olga (Königin von Württemberg) | Olga (Königin von Württemberg) | Olga (Königin von Württemberg)                        | Olga (Königin von Württemberg)                        |                                                       |                                                       | Alexandra (Erbprinzessin von Hessen-Kassel zu Rumpenheim) | Alexandra (Erbprinzessin von Hessen-Kassel zu Rumpenheim) | Alexandra (Erbprinzessin von Hessen-Kassel zu Rumpenheim) | Alexandra (Erbprinzessin von Hessen-Kassel zu Rumpenheim) | Alexandra (Erbprinzessin von Hessen-Kassel zu Rumpenheim) | Alexandra (Erbprinzessin von Hessen-Kassel zu Rumpenheim) |                                               |                                               | Konstantin (Großfürst von Russland)           | Konstantin (Großfürst von Russland)           | Konstantin (Großfürst von Russland) | Konstantin (Großfürst von Russland) | Konstantin (Großfürst von Russland)        | Konstantin (Großfürst von Russland)        |                                            |                                            | Nikolai (Großfürst von Russland)           | Nikolai (Großfürst von Russland)           | Nikolai (Großfürst von Russland) | Nikolai (Großfürst von Russland) | Nikolai (Großfürst von Russland)          | Nikolai (Großfürst von Russland)          |                                           |                                           | Michael (Großfürst von Russland)          | Michael (Großfürst von Russland)          | Michael (Großfürst von Russland) | Michael (Großfürst von Russland) | Michael (Großfürst von Russland) | Michael (Großfürst von Russland) |                     |                     |                     |                     |